# Ecuandureo
Ecuandureo är en ort i Mexiko.   Den ligger i kommunen Ecuandureo och delstaten Michoacán de Ocampo, i den centrala delen av landet, 300 km väster om huvudstaden Mexico City. Ecuandureo ligger 1 582 meter över havet och antalet invånare är 5 098.
Terrängen runt Ecuandureo är huvudsakligen kuperad, men västerut är den platt. Runt Ecuandureo är det ganska glesbefolkat, med 28 invånare per kvadratkilometer. Närmaste större samhälle är Tanhuato de Guerrero, 19,9 km nordväst om Ecuandureo. I omgivningarna runt Ecuandureo växer huvudsakligen savannskog.